# Jenny Morris (cantante)
Jennifer Patricia Morris (Tokoroa, 29 settembre 1956) è una cantautrice neozelandese naturalizzata australiana.

## Biografia
Jenny Morris è salita alla ribalta nel 1987, con la pubblicazione del suo album di debutto Body and Soul, che ha raggiunto la 13ª posizione della classifica australiana e la 21ª della neozelandese, ricevendo la certificazione di disco di platino nel primo paese e d'oro nel secondo. È stato seguito da Shiver due anni dopo: si è piazzato alla numero 5 in Australia, dove è stato certificato tre volte disco di platino, e alla 6 in Nuova Zelanda, dove è stato certificato disco di platino. È risultato il 30º album più venduto in Australia del 1989 e l'82° nel 1990. Nel 1991 è uscito il terzo album Honeychild, che si è spinto fino alla 5ª posizione sia in Australia che in Nuova Zelanda.
La cantante ha ricevuto tre candidature agli ARIA Music Awards nella categoria Miglior artista femminile, vincendo nel 1987 e nel 1988. Nel 2010 le è stata attribuita la Medaglia dall'Ordine dell'Australia. Nel maggio del 2021 è entrata a far parte del cast di Thor: Love and Thunder.

## Discografia

### Album in studio
- 1987 – Body and Soul
- 1989 – Shiver
- 1991 – Honeychild
- 1995 – Salvation Jane
- 2002 – Hit & Myth
- 2006 – Clear Blue in Stormy Skies

### Raccolte
- 1992 – The Best of Jenny Morris: The Story So Far
- 2004 – Listen: The Very Best of Jenny Morris

### Singoli
- 1981 – Puberty Blues
- 1982 – Little By Little
- 1985 – Get Some Humour
- 1986 – Dancing Daze (con Wendy Matthews)
- 1986 – You're Gonna Get Hurt
- 1986 – Might Have Been (con Wendy Matthews e Mark Williams)
- 1987 – Body and Soul
- 1987 – You I Know
- 1987 – Lighthearted
- 1989 – Saved Me
- 1989 – She Has to Be Loved
- 1989 – Street of Love
- 1990 – Aotearoa
- 1990 – Self Deceiver
- 1990 – Piece of My Heart
- 1991 – Break in the Weather
- 1991 – I've Had You
- 1992 – Zero
- 1992 – Crackerjack Man
- 1992 – Tears
- 1993 – The Price I Pay
- 1994 – Only We Can Hear
- 1995 – Rhythm and Flow
- 1995 – In Too Deep
- 1995 – What Do I Do Now
- 2001 – Home
- 2002 – Downtime